# Charlotte Kalla
Marina Charlotte Kalla (Tärendö, 22. srpnja 1987.) švedska je reprezentativka u skijaškom trčanju i višestruka olimpijska pobjednica.
Sa Svjetskih juniorskih prvenstava 2006. i 2007. ima sedam medalja, od toga tri zlatne.
Na Svjetskom prvenstvu 2007. osvojila je po jedno 5. i 7. mjesto, a 2009. prvu medalju, broncu u štafeti. Na Olimpijskim igrama 2010. postala je pobjednica na 10 km slobodnim stilom, a srebro je osvojila u ekipnom sprintu.
Na Svjetskom prvenstvu 2011. došla je do zlata u ekipnom sprintu, a s kolegicama iz reprezentacije bila je srebrna u štafeti. Dvije godine kasnije, na Svjetskom prvenstvu 2013. osvojila je medalje u obje discipline, ali ovog puta srebrne. Na Olimpijskim igrama u Sočiju 2014. sa štafetom Švedske odnijela je pobjedu, a osvojila je i dvije srebrne medalje, na 10 km klasinčnim stilom i u skiatlonu na 15 km.
Na Svjetskom prvenstvu 2015. osvojila je čak četiri medalje, zlato na 10 km, srebro u štafeti i bronce ne 15 i 30 km. Dvije godine kasnije bila je srebrna u štafeti i na 10 km, a brončana na 15 km. Na Olimpijskim igrama u Pjongčangu 2018. postala je najuspješnija u svom sportu na Igrama osvojivši zlato u skiatlonu na 15 km, srebro slobodnim stilom na 10 km, srebro u štafeti i srebro u ekipnom sprintu. Izjednačila se s Anjom Pärson po broju osvojenih medalja za Švedsku na Zimskim olimpijskim igrama. Obje su osvojile po šest.